# (2498) Цесевич
(2498) Цесевич (лат. Tsesevich) — типичный астероид главного пояса, открыт 23 августа 1977 года советским астрономом Николаем Черных в Крымской астрофизической обсерватории и 28 марта 1983 года назван в честь советского астронома Владимира Цесевича.

## Обнаружение и именование
(2498) Цесевич
Открыт 23 августа 1977 года в Научном Н. С. Черных.
Назван в честь Владимира Платоновича Цесевича — директора обсерватории Одесского университета, известного своими исследованиями переменных звёзд. Он также изучал вариации яркости Эроса и является автором руководства для астрономов-любителей.
Оригинальный текст (англ.)2498 Tsesevich
Discovered 1977-08-23 by Chernykh, N. at Nauchnyj.
Named in honor of Vladimir Platonovich Tsesevich, director of the Odessa University Observatory, renowned for his research on variable stars. He has also studied the brightness variations of Eros and is the author of a handbook for amateur astronomers.
Источники: DISCOVERY.DB; M.P.C. 7784.

## Орбита

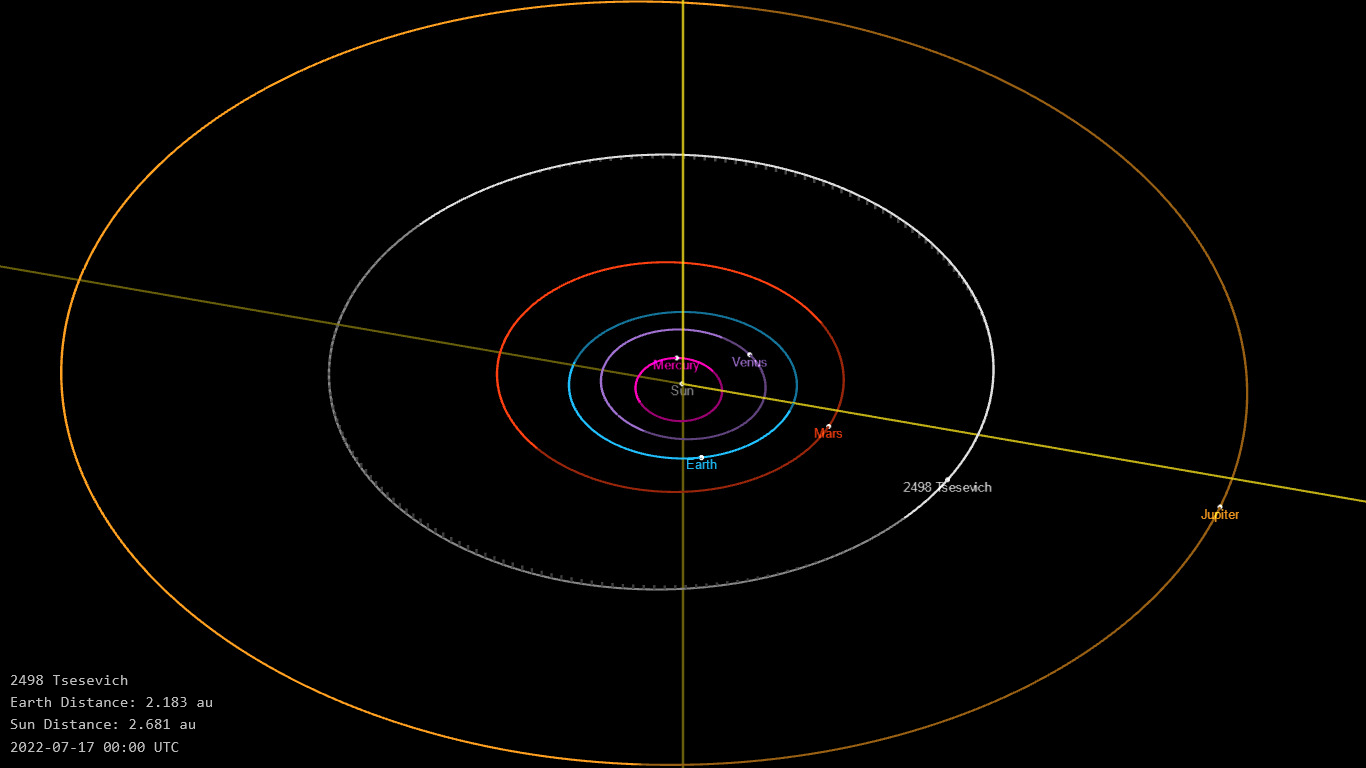
Орбита астероида Цесевич и его положение в Солнечной системе

## Физические характеристики
Астероид относится к таксономическому классу S.
По результатам наблюдений в видимом и ближнем инфракрасном диапазоне космического телескопа NEOWISE диаметр астероида оценивался равным 11,294±0,194 км. Согласно тем же источникам альбедо оценивается как 0,2893±0,0347 и 0,289±0,035.